# Darwinia thymoides
Darwinia thymoides är en myrtenväxtart som först beskrevs av John Lindley, och fick sitt nu gällande namn av George Bentham. Darwinia thymoides ingår i släktet Darwinia och familjen myrtenväxter. Inga underarter finns listade i Catalogue of Life.